# Billo's Caracas Boys
Billo's Caracas Boys es una orquesta musical venezolana fundada por el dominicano-venezolano Luis María Frómeta, más conocido como Billo Frómeta el 31 de agosto de 1940, la cual dirigió hasta su fallecimiento ocurrido el 5 de mayo de 1988. La influencia primordial de la orquesta, desde sus comienzos, fue la música caribeña, específicamente la cumbia venezolana, música caribeña colombiana y la música cubana, y armaron un repertorio compuesto por porros, guarachas, boleros, merengue dominicano y  merengue venezolano que luego les daría un gran éxito en Venezuela y Colombia.
En RCR la orquesta fue en varias ocasiones protagonista de uno de los programas musicales más famosos de la historia de la radiofonía venezolana como lo fue A gozar muchachos, así como también en el programa Fiesta fabulosa, ambos con la animación de Marco Antonio Lacavalerie.
La popularidad de esta orquesta en las festividades decembrinas tanto en Venezuela como en Colombia, ha hecho que su éxito Año Nuevo se haya convertido en un himno cada 31 de diciembre; en conjunto con otras canciones de la orquesta de índole festiva, mayormente guarachas y aguinaldos, como las existentes en los álbumes Fin de año, de 1965 (de donde proviene el éxito antes mencionado) o Billo 74, de 1973.

## Historia
La orquesta llegó a Venezuela proveniente de República Dominicana con el nombre de Santo Domingo Jazz Band, dirigida por Luis Maria Frómeta a tocar en el Roof Garden, único local bailable de prestigio de la Caracas de esa época. Los dueños del lugar, los hermanos Sabal, decidieron cambiarle el nombre a la orquesta por el de Billo's Happy Boys. En 1939, Billo enfermó de Tifus y la orquesta se disolvió.
Luego de su recuperación, el 31 de agosto de 1940 nace la orquesta Billo's Caracas Boys, considerada la orquesta más Popular de Venezuela.

## Récord Guinness
En el carnaval de Santa Cruz de Tenerife de 1987, la Billo's Caracas Boys junto con la cantante cubana Celia Cruz establecieron un Récord Guinness como el concierto más grande al aire libre de entrada gratis con una asistencia de 250.000 personas en la Plaza de España. Sin embargo, en el carnaval de 2019, este récord fue batido por Juan Luis Guerra en el mismo sitio por 400.000 personas, pero no ha sido reconocido por la importancia que tuvo Celia Cruz en el carnaval chicharrero.

## Vocalistas y colaboradores
Se incorpora una lista de gran parte de los cantantes de planta y colaboradores de la orquesta, en las tres denominadas repúblicas y posterior a la muerte del maestro Billo Frómeta.

## Discografía
Se considera una discografía parcial, a partir de la denominadas: Segunda República (1956-1959), Tercera República (1960-1988); y posterior a la muerte de Billo Frómeta.
| - Recordando al Roof Garden (1958) - Fiesta con Billo's (1958) - Evocación (1958) - La Lisa - Maracaibo (1959) - Tres viejos amigos (1959) - Baile de carnaval (1959) - Navidad con Billo (1959) - Oyendo a Billo (1959) - Billo presenta: Candita Vázquez con su orquesta (1959) - Billo - Miltiño, doctores en ritmo (1959) - Éxitos de Billo (1959) - Paula (1960) - Comunicando (1960) - Pobre del pobre (1961) - Canciones de ayer y hoy (1961) - Tres regalos (1962) - Historia de mi orquesta Vol. 1 (1962) - Historia de mi orquesta Vol. 2 (1962) - Esta noche... Billo (1962) - Impactos de Billo (1962) - Billo en Fonograma (1963) - Mosaico 10 (1963) - 2 sets con Billo (1963) - Billo en Colombia (1964) - Billo en Santo Domingo (1964) - Cantares de Navidad (1964) - Billo en Puerto Rico (1964) - El yo-yo (1965) - Billo y su música (1965) - Fin de año (1965) - Mosaico 17 (1965) - La niña Isabel (1965) - Nuestro balance (1965) - Anoche no dormí (1965) - La renga (1966) | - De 1937 a 1966 bailando con Billo's (1966) - Felices fiestas (1966) - Se necesitan dos (1967) - Billo y su ritmo (1967) - La rubia y la trigueña (1967) - Mi música es para ti (1967) - Al amanecer (1967) - Cumbiando con Cheo (1968) - Carnaval con Billo (Al compás de Billo) (1968) - Para ti... todo lo que tengo (1968) - Canto a Caracas (1968) - Billo 69 (1968) - La más popular de Venezuela (1969) - Billo 70 (1969) - Billo canta sus canciones (1970) - El pajarillo (1970) - Billo 71 (1970) - La onda de Billo (1971) - Billo 72 (1971) - Billo 72 ½ (1972) - Billo 73 (1972) - Billo 73 ½ (1973) - Billo 74 (1973) - Billo 74 ½ (1974) - Billo 75 (1974) - Billo 75 ½ (1975) - Billo 76 (1975) - Billo 76 ½ (1976) - Billo 77 (1976) - Billo 77 ½ (1977) - Billo 78 (1977) - Billo 78 ½ (1978) - Billo 79 (1978) - Ayer, hoy y siempre Billo (1979) - Fiesta con Billo (1979) | - Cocktail musical (1980) - 1981... Y para todo el año (1980) - Billo y sus invitados (1981) - Billo 81 ½ (1981) - Billo es Billo's (1981) - La nota de Billo (1982) - A gozar muchachos (1982) - La verdad... Billo es Billo's (1983) - La gata borracha (1983) - Caracas quiere una gaita (1983) - Billo en Meridiano (1984) - Oye a Billos (1984) - Nuevo Circo (1985) - A gozar muchachos, Vol.2 (1985) - Que siga la fiesta (1986) - Juntos los grandes del baile (1987) - Sigan bailando (1987) - 50º aniversario (la noche del Gran Salón) (1987) - Juntos de nuevo los grandes del baile (1988) - Viva la Billo's (1988) - Billo's para todos (1989) - El sonido de Billo's (1990) - Billo's 92 (1991) - La medallita (1992) - Sin fronteras (1994) - Sigan bonchando (1996) - No te lo pierdas (1997) - Navidad de Billos (1999) - Se prendió la fiesta (2002) - Algo diferente (2003) - Sigan bailando (2004) - Guarachando (2007) - Estos son los cantantes (2014) - 75 años (2016) |

## Congos de Oro
Otorgado en el Festival de Orquestas del Carnaval de Barranquilla:
| Año  | Trabajo nominado     | Categoría | Resultado |
| ---- | -------------------- | --------- | --------- |
| 1969 | Billo's Caracas Boys | Orquesta  | Ganador   |